# Finland op het Eurovisiesongfestival 1989
Finland nam in 1989 deel aan het Eurovisiesongfestival in Lausanne, Zwitserland. Het was de achtentwintigste deelname van het land op het festival. Het land werd vertegenwoordigd door Anneli Saaristo met het lied La dolce vita.

## Selectieprocedure
De finale werd gehouden in de Kultturitalo in Helsinki en het werd gepresenteerd door Tarja Koskela.
In totaal deden 10 artiesten mee aan deze nationale finale.
De winnaar werd aangeduid door een expertjury.
| Volgorde | Artiest           | Lied                  | Punten | Plaats |
| -------- | ----------------- | --------------------- | ------ | ------ |
| 1        | Anneli Saaristo   | "Oi äiti maa"         | 74     | 3      |
| 2        | Mervi Hiltunen    | "Kan det vara kärlek" | 72     | 4      |
| 3        | Kirka             | "Hiljaissuuta"        | 62     | 5=     |
| 4        | Meiju Sivas       | "Rauhaton sydän"      | 24     | 10     |
| 5        | Tanjalotta Räikkä | "Huominen Eurooppa"   | 39     | 8      |
| 6        | Anneli Saaristo   | "La dolce vita"       | 110    | 1      |
| 7        | Kim Lönnholm      | "Minä olen muistanut" | 52     | 7      |
| 8        | Sonja Lumme       | "Rakkauden laulut"    | 62     | 5=     |
| 9        | Chris Owen        | "Vad finns kvar"      | 103    | 2      |
| 10       | Marjorie          | "Kahden juhla"        | 31     | 9      |

## In Lausanne
Op het Eurovisiesongfestival zelf trad Finland als 14de van 22 deelnemers aan, na Oostenrijk en voor Frankrijk. Aan het einde van de puntentelling stond Finland op een 7de plaats met 76 punten.
België gaf geen punten aan deze inzending en Nederland 6 punten.

### Gekregen punten

#### Finale
| 12 punten | 10 punten                                    | 8 punten              | 7 punten | 6 punten    |
| --------- | -------------------------------------------- | --------------------- | -------- | ----------- |
|           | - Frankrijk - Israël - Joegoslavië - Turkije | - Ierland             | - Spanje | - Nederland |
| 5 punten  | 4 punten                                     | 3 punten              | 2 punten | 1 punt      |
|           | - Luxemburg - Zweden                         | - Cyprus - Oostenrijk |          | - Portugal  |

### Punten gegeven door Finland

#### Finale
Punten gegeven in de finale:
| 12 punten | Denemarken          |
| 10 punten | Italië              |
| 8 punten  | Spanje              |
| 7 punten  | Joegoslavië         |
| 6 punten  | Verenigd Koninkrijk |
| 5 punten  | Israël              |
| 4 punten  | Nederland           |
| 3 punten  | Frankrijk           |
| 2 punten  | Portugal            |
| 1 punt    | Oostenrijk          |

1961 · 1962 · 1963 · 1964 · 1965 · 1966 · 1967 · 1968 · 1969 · 1970 · 1971 · 1972 · 1973 · 1974 · 1975 · 1976 · 1977 · 1978 · 1979 · 1980 · 1981 · 1982 · 1983 · 1984 · 1985 · 1986 · 1987 · 1988 · 1989 · 1990 · 1991 · 1992 · 1993 · 1994 · 1995 · 1996 · 1997 · 1998 · 1999 · 2000 · 2001 · 2002 · 2003 · 2004 · 2005 · 2006 · 2007 · 2008 · 2009 · 2010 · 2011 · 2012 · 2013 · 2014 · 2015 · 2016 · 2017 · 2018 · 2019 · 2020 · 2021 · 2022 · 2023 · 2024 · 2025